# ميخائيل أندرو (دراج)
ميخائيل أندرو هو دراج ماليزي، ولد في 27 سبتمبر 1943.

## وصلات خارجية
- ميخائيل أندرو على موقع إحصائيات الدراجات الإحترافية (الإنجليزية)
- ميخائيل أندرو على موقع أوليمبيديا (الإنجليزية)